# Călin Popescu Tăriceanu
Călin Constantin Anton Popescu-Tăriceanu (Bucarest, 14 gennaio 1952) è un politico e ingegnere rumeno, Primo ministro della Romania dal 29 dicembre 2004 al 22 dicembre 2008.
Entrato in politica dopo la rivoluzione romena del 1989, negli anni novanta è stato membro del Partito Nazionale Liberale (PNL) e di alcune formazioni minori di matrice liberale (Partito Nazionale Liberale-Ala Giovanile e Nuovo Partito Liberale). Rientrato nel PNL nel 1993, ne è stato vicepresidente fino al 2004 e presidente dal 2004 al 2009.
È stato ministro dell'industria del governo Ciorbea tra il 1996 e il 1997.
Nel 2004 è stato nominato primo ministro dal neopresidente della Romania Traian Băsescu. Il suo periodo al governo è stato caratterizzato da una sostenuta crescita economica, dall'adesione della Romania all'Unione europea e dall'introduzione di misure di rilassamento fiscale. A partire dal 2005 è entrato in contrasto con Băsescu e nel 2007 ha sostenuto il referendum per l'impeachment del presidente della Romania. Ha concluso il mandato nel 2008 dopo aver guidato due governi.
Dopo l'esperienza di primo ministro ha sostenuto i governi socialdemocratici di Victor Ponta, prima come rappresentante del PNL e, dopo la sua fuoriuscita dal partito del 2014 scaturita dai contrasti con il nuovo leader Crin Antonescu, come parlamentare indipendente. In seguito alle dimissioni dal PNL è stato a capo del Partito Liberale Riformatore (2014-2015) e dell'Alleanza dei Liberali e dei Democratici (2015-2020). Tra il 2016 e il 2019 l'ALDE ha partecipato ai successivi governi promossi dal Partito Social Democratico.
Il 10 marzo 2014 è stato eletto presidente del Senato e ha rinunciato all'incarico il 2 settembre 2019, in conseguenza della scelta dell'ALDE di lasciare la maggioranza.
Nel 2014 si è candidato alle elezioni presidenziali, arrivando terzo con il 5% dei voti.
È stato deputato in cinque legislature (1990-1992 e 1996-2012) e senatore in due (2012-2020).

## Formazione

### Famiglia
Călin Popescu Tăriceanu nacque nel 1952 da una famiglia di origine greca. Il nonno materno, Gheorghe Atanasiade, fu tra gli anni venti e quaranta del novecento uno dei pionieri dell'importazione di automobili in Romania.
La madre, Alexandrina-Louise Atanasiade, sposò il padre naturale di Tăriceanu nel 1945. Dopo il divorzio da questi, si unì in seconde nozze allo storico Dan Amedeo Lăzărescu, uno dei membri fondatori del Partito Nazionale Liberale, che divenne genitore adottivo del figlio.

### Studi e carriera professionale
Diplomatosi al liceo Sfântul Sava della capitale rumena, studiò poi idrotecnica all'Università tecnica d'ingegneria civile di Bucarest (UTCB), in cui si laureò nel 1975.
Nel 1981 conseguì un master in matematica e informatica all'Università di Bucarest.
Tra il 1975 e il 1980 svolse la professione di ingegnere presso il Consiglio nazionale delle acque del distretto di Argeș e l'Impresa per le costruzioni industriali di Bucarest. Fu successivamente assistente universitario all'UTCB tra il 1980 e il 1990.

### Attività imprenditoriale
Nel 1990 fondò la prima stazione radio privata della Romania, Radio Contact, della quale fu direttore tra il 1992 e il 1996.
Nel 1993 divenne socio dell'Automotive Trading Services, azienda importatrice del marchio Citroën in Romania. Fu anche membro fondatore e presidente (1994-1997) dell'Associazione dei produttori e degli importatori di automobili (APIA), divenendone presidente onorario nel 2003.
Detiene titoli azionari nelle principali banche e società d'investimento della Romania.

## Carriera politica

### Militanza nei partiti liberali
Entrò in politica dopo la rivoluzione romena del 1989, iscrivendosi al Partito Nazionale Liberale (PNL), del quale fu segretario esecutivo tra il marzo e il luglio 1990.
Fu eletto per la prima volta deputato in occasione delle elezioni del 1990, quale rappresentante per il distretto di Arad.
Subito dopo le elezioni fece parte della corrente del PNL che accusava il presidente Radu Câmpeanu di aver gestito in maniera fallimentare la preparazione alla tornata elettorale e di rimanere ancorato ad una versione non attuale del liberalismo. Nel luglio 1990, perciò, fu tra i promotori della scissione che portò alla nascita del Partito Nazionale Liberale-Ala Giovanile (PNL-AT). Il nuovo partito militava per un liberalismo radicale e per l'attuazione di una terapia shock per la transizione della Romania al capitalismo. Tăriceanu fu membro del consiglio direttivo del partito dalla sua fondazione fino al luglio 1992. Tra gli altri rappresentanti della dirigenza figuravano Dinu Patriciu, Andrei Chiliman, Radu Cojocaru, Radu Boroianu e Viorel Cataramă.
Nel febbraio 1992 fu uno dei trentatré candidati alle amministrative per l'elezione a sindaco di Bucarest.
Nel luglio 1992 lasciò il PNL-AT e seguì Viorel Cataramă nel Nuovo Partito Liberale (NPL), del quale fu vicepresidente fino al 1993. In seguito allo scarso risultato ottenuto alle elezioni del 1992 (intorno allo 0,5%), nel febbraio 1993 il NPL confluì nel Partito Nazionale Liberale. Dopo il congresso del 25 e 26 febbraio 1993, quindi, Tăriceanu tornò a rivestire un ruolo di dirigente nel quadro del PNL con il ruolo di vicepresidente, che mantenne fino al 2004.
Rieletto alla camera dei deputati alle elezioni del 1996, partecipò alla commissione per l'economia, la riforma e la privatizzazione. Nel dicembre 1996 fu nominato ministro di Stato e ministro dell'industria e del commercio del governo Ciorbea. Fu revocato dall'incarico in seguito al rimpasto del 5 dicembre 1997.
Alle elezioni del 2000 ottenne il terzo mandato da deputato, mentre il PNL passò all'opposizione di un governo formato dal Partito Social Democratico (PSD). Nel corso della legislatura 2000-2004 fu vicepresidente della commissione bilancio, finanze e banche e vicecapogruppo del PNL alla camera (fino al febbraio 2002).
Il 17 febbraio 2001 presentò la propria candidatura alla presidenza del PNL, ma ottenne 248 voti a fronte dei 508 del nuovo capo del partito Valeriu Stoica. L'anno successivo, in occasione del congresso del 25 agosto 2002, fu scelto dal nuovo presidente Theodor Stolojan come membro dell'ufficio esecutivo del PNL.
Nel 2003 venne eletto vicepresidente del Partito Europeo dei Liberali, Democratici e Riformatori e fu riconfermato anche nel 2005 per un nuovo mandato fino al 2007.

### Elezioni del 2004
Nel corso del 2003 il PNL formò una coalizione con il Partito Democratico (PD) di Traian Băsescu, che prese il nome di Alleanza Giustizia e Verità (DA). All'inizio della campagna per le elezioni del 2004 gli alleati presentavano Stolojan come candidato alla presidenza della Romania e Băsescu come primo ministro. Il 2 ottobre 2004, però, Stolojan si ritirò dalla competizione, accusando dei problemi di salute, che lo obbligarono a lasciare a Băsescu il ruolo di candidato a presidente della repubblica. Per quanto riguarda la leadership del PNL, Stolojan ebbe cura di raccomandare Tăriceanu come suo successore. Il 4 ottobre questi fu convalidato dalla dirigenza del partito quale nuovo presidente ad interim del PNL.
Il Partito Social Democratico fu la formazione più votata alle elezioni parlamentari del 28 novembre 2004, mentre la coalizione di centro-destra arrivò seconda. Poiché nessuna delle due forze avrebbe potuto costituire individualmente una maggioranza, la nomina del governo fu frutto di lunghi negoziati. Il 12 dicembre 2004 la vittoria di Băsescu al ballottaggio delle elezioni presidenziali contro il leader del PSD Adrian Năstase fu determinante per gli eventi successivi. Il nuovo capo di Stato dichiarò che il successo elettorale apparteneva a DA e designò Tăriceanu quale primo ministro. Per formare una maggioranza gli alleati promossero una coalizione di governo con l'Unione Democratica Magiara di Romania (UDMR) e il Partito Umanista Rumeno (PUR), che prima del ballottaggio avevano avviato delle trattative con il PSD.
Alle parlamentari, inoltre, Tăriceanu fu nuovamente eletto deputato e nel corso della legislatura partecipò alla commissione per i diritti umani.

### Primo ministro

#### Governo Tăriceanu I

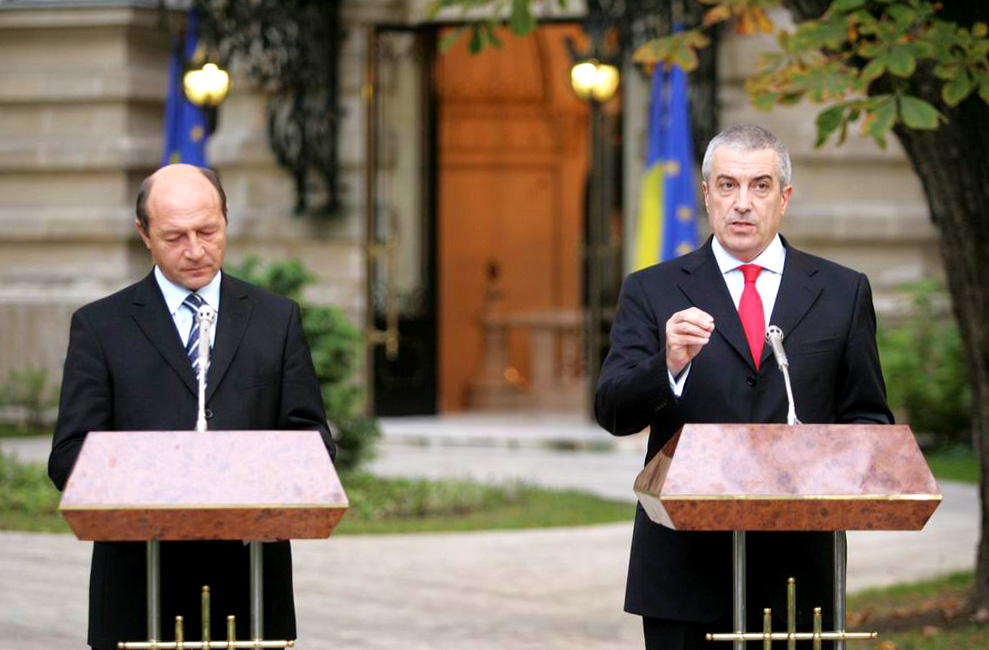
Traian Băsescu (a sinistra) e Călin Popescu Tăriceanu (a destra)

Il governo Tăriceanu I ottenne il voto di fiducia delle camere il 28 dicembre 2004 con 265 voti a favore e 200 contrari e prestò giuramento al presidente della Romania il giorno successivo. Il programma presentato in parlamento contemplava tra i propri punti un'ampia liberalizzazione dell'economia, il consolidamento dello stato di diritto, la lotta alla corruzione e il rafforzamento dei rapporti con Unione europea e NATO, oltre a iniziative sul piano sociale per ridurre la povertà.
L'esecutivo realizzò immediatamente delle forme di rilassamento fiscale, tra le quali l'introduzione della flat tax al 16% per i redditi di società e persone fisiche, varata nel corso della prima seduta di governo del 29 dicembre 2004. Furono in seguito attuate la riduzione dei contributi sociali per i redditi da lavoro e la semplificazione di una parte della legislazione fiscale, che favorì la crescita degli investimenti esteri. A livello di politica monetaria il 1º luglio 2005 entrò in circolazione una nuova valuta pesante, che sostituiva il vecchio leu con un nuovo leu con un rapporto di 10.000 a 1.
Il governo conseguì discreti successi anche nella privatizzazione delle aziende pubbliche. Il 20 dicembre 2005 fu completata la vendita della Banca Comercială Română al gruppo Erste Bank, che versò nelle casse statali 2,2 miliardi di euro, la cifra più alta mai ricevuta dallo Stato rumeno per la privatizzazione di una società pubblica.
In seguito alla firma del Trattato di Lussemburgo del 25 aprile 2005, inoltre, il 1º gennaio 2007 al fianco della Bulgaria la Romania entrò a far parte dell'Unione europea, grazie agli accordi formalizzati dal precedente governo, con ricadute positive sull'economia. La Commissione europea, però, istituì un sistema di controllo su giustizia e affari interni, il Meccanismo di cooperazione e verifica (MCV).

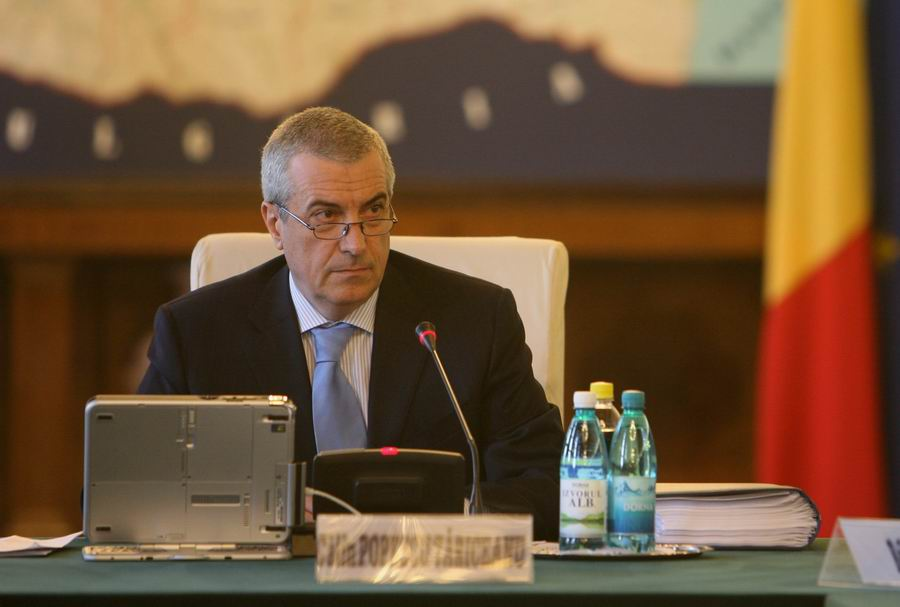
Călin Popescu Tăriceanu durante una riunione del governo.

Nella prima parte del 2005 il governo varò il provvedimento relativo alla restituzione integrale e senza limitazioni delle proprietà che erano state nazionalizzate dalla dittatura comunista a partire dal 1945. Contestualmente lavorò anche a un pacchetto di riforma della giustizia mirato a limitare la corruzione. I due progetti di legge vennero presentati alle camere il 14 giugno 2005. In tale occasione il primo ministro pose la fiducia in parlamento, secondo il processo di angajarea răspunderii previsto dall'ordinamento costituzionale rumeno. Il 6 luglio 2005, però, la Corte costituzionale della Romania si espresse su un ricorso presentato da 140 parlamentari del PSD, dichiarando incostituzionali diversi punti del piano sulla giustizia proposto dal governo.
Le forze della maggioranza accusarono la Corte di ostruzionismo e di favoritismo nei confronti del PSD. Il presidente Băsescu avanzò l'ipotesi delle dimissioni del governo in modo da forzare elezioni anticipate e permettere la costruzione di una più solida maggioranza e, perciò, evitare eventuali blocchi da parte dell'opposizione. Tăriceanu, inizialmente d'accordo con il piano proposto, tornò sui propri passi rinunciando all'idea delle dimissioni, reclamando la necessità di doversi concentrare sulla ricostruzione delle aree flagellate dalle inondazioni dell'estate 2005. L'evento segnò l'inizio di una serie di contrasti tra presidente della Romania e primo ministro.
Il 28 giugno 2006 Tăriceanu chiese il ritiro delle truppe dell'esercito rumeno dall'Iraq, che non si realizzò per via del categorico rifiuto di Băsescu.
Nel marzo 2007 Tăriceanu rivestì ad interim il ruolo di ministro degli esteri in seguito alla decisione di Băsescu di rigettare la nomina quale nuovo titolare di Adrian Cioroianu.
Continui conflitti su numerosi aspetti della vita politica, alla fine, il 1º aprile 2007 spinsero il primo ministro ad escludere il Partito Democratico dal consiglio dei ministri a causa del sostegno incondizionato del PD al capo di Stato. Di conseguenza il premier stabilì la nascita di un nuovo governo di minoranza composto da PNL e UDMR, che insieme disponevano del 20% dei posti in parlamento.

#### Governo Tăriceanu II

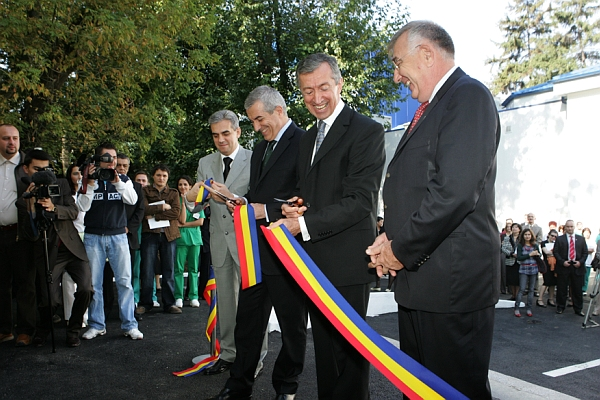
Călin Popescu Tăriceanu (secondo da sinistra) all'inaugurazione di un ospedale a Bucarest nell'ottobre 2008.

Il 3 aprile 2007 il governo Tăriceanu II ottenne il voto di fiducia da parte del parlamento con 302 voti favorevoli e 27 contrari. Mentre il PSD votò per l'investitura, i parlamentari del PD non parteciparono alla seduta. Il PSD fornì il proprio sostegno a condizione di ottenere l'applicazione di parte della propria agenda politica, comprendente maggiorazioni per le pensioni e sussidi per la popolazione, oltre al miglioramento dei trattamenti salariali nella pubblica amministrazione.
Il mandato fu caratterizzato da lotte istituzionali con il presidente della repubblica, da continue revoche e dimissioni di ministri, da numerose mozioni di sfiducia e manovre parlamentari proposte dal governo e sostenute dai membri dell'opposizione. Il governo Tăriceanu II si trovò a sostenere l'applicazione di un proprio programma di liberalizzazione dell'economia e di correlarlo alla contemporanea attuazione di misure di assistenzialismo sociale, al fine di ottenere il sostegno parlamentare del PSD.
Dopo la rottura dell'alleanza tra PNL e PD, il partito di Tăriceanu sostenne l'iniziativa parlamentare lanciata dall'opposizione mirata a sospendere dalle proprie funzioni il presidente della Romania per presunte violazioni della costituzione. Il PNL si associò al progetto di impeachment soprattutto per rafforzare la posizione del consiglio dei ministri, che era bersagliato dalle invettive di Băsescu sulla classe politica. Il 19 aprile 2007 le camere decretarono la sospensione di Băsescu fino alla celebrazione di un referendum popolare sulla sua revoca definitiva. Il referendum del 19 maggio 2007, però, non raggiunse il quorum e il capo di Stato rientrò in carica.
Nel 2007 Tăriceanu sostenne l'introduzione di una speciale tassa ambientale, applicata per tutte le nuove auto immatricolate in Romania. L'imposta fu motivata dal desiderio di limitare le emissioni di anidride carbonica e di prevenire una massiccia vendita di auto di seconda mano a scapito di quelle nuove. Nel 2008 la tassa fu modificata senza, tuttavia, essere in linea con i requisiti stabiliti dell'Unione europea, che aprì una procedura di infringement contro la Romania.
Nell'ottobre 2007, contemporaneamente alle elezioni europee, si svolse un altro referendum convocato da Băsescu per l'introduzione del voto maggioritario uninominale su due turni per le parlamentari, che fu presentato come una soluzione per i mali della politica. Contemporaneamente il governo mise la fiducia in parlamento su un proprio progetto di voto maggioritario uninominale su singolo turno, che si opponeva a quello del capo di Stato. Il 12 dicembre 2007 la Corte costituzionale ammise un ricorso del presidente e decretò che tre articoli della legge elettorale del governo non rispettavano i principi della carta fondamentale, obbligando il parlamento a correggerli. Il governo, quindi, fu costretto a rivedere la variante su cui aveva messo la fiducia. La nuova legge elettorale vide la luce nel marzo 2008 e fu applicata per la prima volta per le parlamentari dello stesso anno.
L'amministrazione Tăriceanu, seppur scossa da diversi scandali che colpirono i suoi ministri, dal ritiro del sostegno della maggioranza parlamentare e da continui contrasti con la presidenza della repubblica, riuscì a completare l'intero mandato fino al 2008. Complessivamente, nel corso dei quattro anni di mandato, il PIL registrò costantemente una crescita compresa tra il 4,2% e l'8,5%. Con il supporto parlamentare del PSD, dal 2007 fu realizzata la maggiorazione delle pensioni e dei salari degli impiegati statali, oltre al varo di grandi piani di assunzione, che portarono il numero dei dipendenti pubblici a 1,4 milioni di persone. Tali misure, tuttavia, furono realizzate in una situazione di deficit pubblico, che peggiorò le condizioni economiche a lungo termine, specialmente dopo l'arrivo della crisi che colpì tutta l'Europa.

### Presidente del Partito Nazionale Liberale
Presidente ad interim del PNL dalle dimissioni di Stolojan avvenute nell'ottobre 2004, Tăriceanu fu confermato quale titolare alla funzione dal congresso del partito del 4 e 5 febbraio 2005. Fu l'unico candidato e presentò il documento programmatico «I liberali per la Romania» (Liberalii pentru România), che fu approvato da 1.110 delegati e respinto da 161. Nonostante l'avvio di un dibattito interno sulla questione, il congresso bocciò la proposta di Valeriu Stoica di iniziare le procedure per la fusione al Partito Democratico. 
Nel corso della sua presidenza del PNL, Tăriceanu dovette affrontare un'ala dissidente che premeva per un avvicinamento al PD e al capo di Stato Băsescu, nonostante i contrasti con il premier. Tale corrente si rafforzò soprattutto in seguito al suo rifiuto di dare le dimissioni dal governo nel luglio 2005. Tăriceanu disapprovò l'atteggiamento dei suoi oppositori interni per le loro critiche alla dirigenza e nell'autunno 2006 sostenne l'espulsione di Theodor Stolojan e Valeriu Stoica, che nel dicembre 2006 fondarono il Partito Liberale Democratico (PLD), che caldeggiava per un accostamento diretto a Băsescu e al PD. 
Sebbene indebolito dalla scissione, il 12 gennaio 2007 il PNL organizzò un nuovo congresso per confermare la presidenza di Tăriceanu, che ottenne i voti di 1.194 dei 1.305 delegati presenti. Nel corso del meeting attaccò Băsescu, ritenuto colpevole delle tensioni politiche di quel periodo. Tre mesi più tardi escluse il PD dal governo, mettendo fine alla coalizione. In tale circostanza il primo ministro dichiarò «Assistiamo in pratica al decesso dell'alleanza DA». 
Dopo essere giunto terzo alle elezioni europee del 2007, il PNL replicò il risultato alle parlamentari del 2008. Tăriceanu respinse la possibilità di costituire una nuova coalizione di governo con il Partito Democratico Liberale (PDL), successore del PD, che cercava un partner per costruire una maggioranza. Successivamente il PDL formò insieme al PSD un governo di larghe intese con a capo Emil Boc. Tale alleanza fu aspramente criticata da Tăriceanu, che riteneva innaturale l'accordo tra i due partiti, reputandolo un matrimonio d'interesse finalizzato al mantenimento del potere. 
Tăriceanu si candidò alla camera nel collegio uninominale di Ciofliceni (Ilfov), dove ottenne il 45,5% dei voti. Dopo l'insediamento, fu eletto dai colleghi di partito come capogruppo del PNL alla camera dei deputati, superando l'altro candidato Ludovic Orban per 41 voti a 10. Tra gli altri incarichi parlamentari della legislatura 2008-2012 fu membro della commissione per la politica estera e vicepresidente della commissione per le proposte di revisione della Costituzione della Romania. 
Quattro mesi dopo le elezioni riprovò la candidatura alla presidenza del PNL al congresso straordinario del partito del 20 marzo 2009, ma fu sconfitto da Crin Antonescu, votato nuovo presidente con 873 voti contro i 546 di Tăriceanu.

### Presidente del Senato

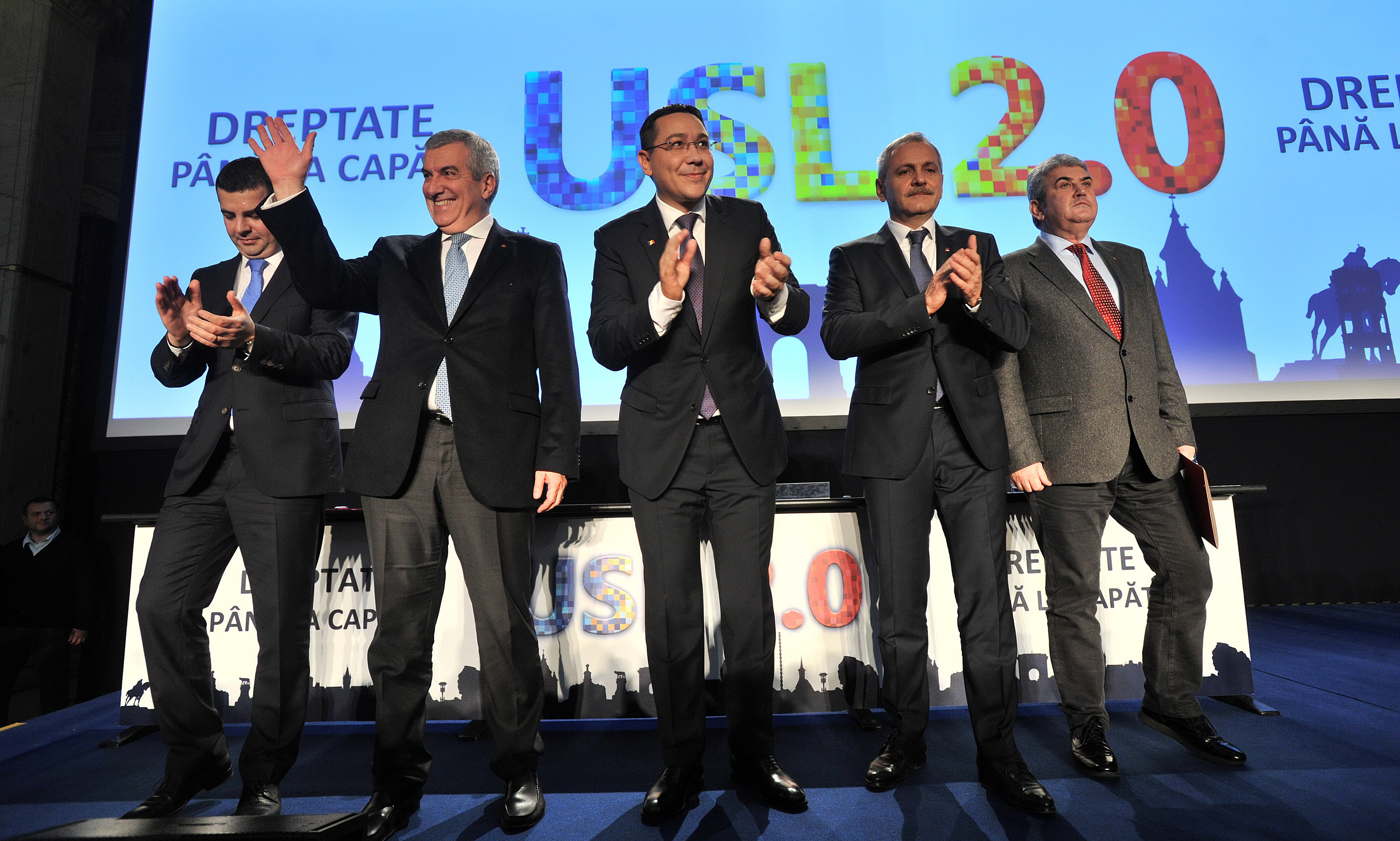
I leader dell'Unione Social-Liberale Daniel Constantin, Călin Popescu Tăriceanu, Victor Ponta, Liviu Dragnea e Gabriel Oprea in occasione della firma della dichiarazione politica per la continuazione dell'USL il 14 novembre 2014.

Tra il 2009 e il 2012, su iniziativa del presidente Băsescu, si susseguirono i governi Boc II e Ungureanu, duramente avversati dalle opposizioni, che formarono un'ampia alleanza contro la politica presidenziale. Da qui nacque l'Unione Social-Liberale (USL) formata da PNL e PSD che, nel maggio 2012, sostenne la nascita del governo Ponta I.
Pochi mesi più tardi, le elezioni parlamentari celebrate nel dicembre 2012 videro il trionfo della coalizione, che conquistò ben due terzi dei seggi in parlamento. Tăriceanu, candidatosi nella circoscrizione di Bucarest, ottenne la sua prima elezione al senato. Durante la legislatura fu fino al marzo 2014 membro della commissione per la politica estera e, a partire dal febbraio 2015, membro di quella per la revisione della Costituzione.
La difficile convivenza tra le due anime del governo Ponta II (il centro-destra del PNL e il centro-sinistra del PSD), tuttavia, nel febbraio 2014 condusse alla rottura dell'USL. Il 27 febbraio 2014, in contrasto con il leader del PNL Crin Antonescu per la scelta di lasciare la maggioranza, Călin Popescu Tăriceanu decise di abbandonare il partito insieme ad altri dissidenti, che ritenevano necessaria la continuazione del progetto dell'USL. Gli scissionisti fondarono una nuova formazione politica, il Partito Liberale Riformatore (PLR). Tăriceanu, che reclamava di guidare l'unico partito realmente liberale della Romania, ne divenne formalmente presidente dopo il congresso del 2 agosto 2014. Dall'estate del 2014, quindi, il governo Ponta III godette anche del sostegno parlamentare del neonato PLR.
Oltre a ritirare il PNL dal governo, Antonescu lasciò anche la presidenza del senato, che il 10 marzo 2014 fu assunta dallo stesso Tăriceanu, eletto per tale funzione con 95 voti favorevoli e 60 contrari. Gli altri candidati, presentati dall'opposizione, furono Marius Obreja (PNL) e Dumitru Oprea (PDL). 

### Candidato alla presidenza della Romania
Il 23 luglio 2014 ufficializzò l'intenzione di candidarsi alle elezioni presidenziali in Romania del 2014 previste per novembre.
A causa di motivi procedurali si presentò da indipendente, poiché la formale iscrizione del PLR al registro dei partiti politici non era ancora stata completata. Secondo alcuni analisti, aldilà delle sue scarse possibilità di vittoria, la candidatura alle presidenziali si basava sulla ricerca di legittimazione per un'eventuale nomina a primo ministro nel caso di un successo di Victor Ponta. Negli argomenti sostenuti nel corso della campagna elettorale, infatti, non si discostò dalle posizioni politiche del leader del PSD.
Al primo turno del 2 novembre ottenne poco più del 5% delle preferenze e, perciò, annunciò la sua decisione di appoggiare al ballottaggio la candidatura di Victor Ponta (PSD) in opposizione a quella di Klaus Iohannis (PNL). Le elezioni si conclusero con la vittoria di Iohannis, che succedette a Băsescu.

### Fondazione dell'ALDE e alleanza con il PSD

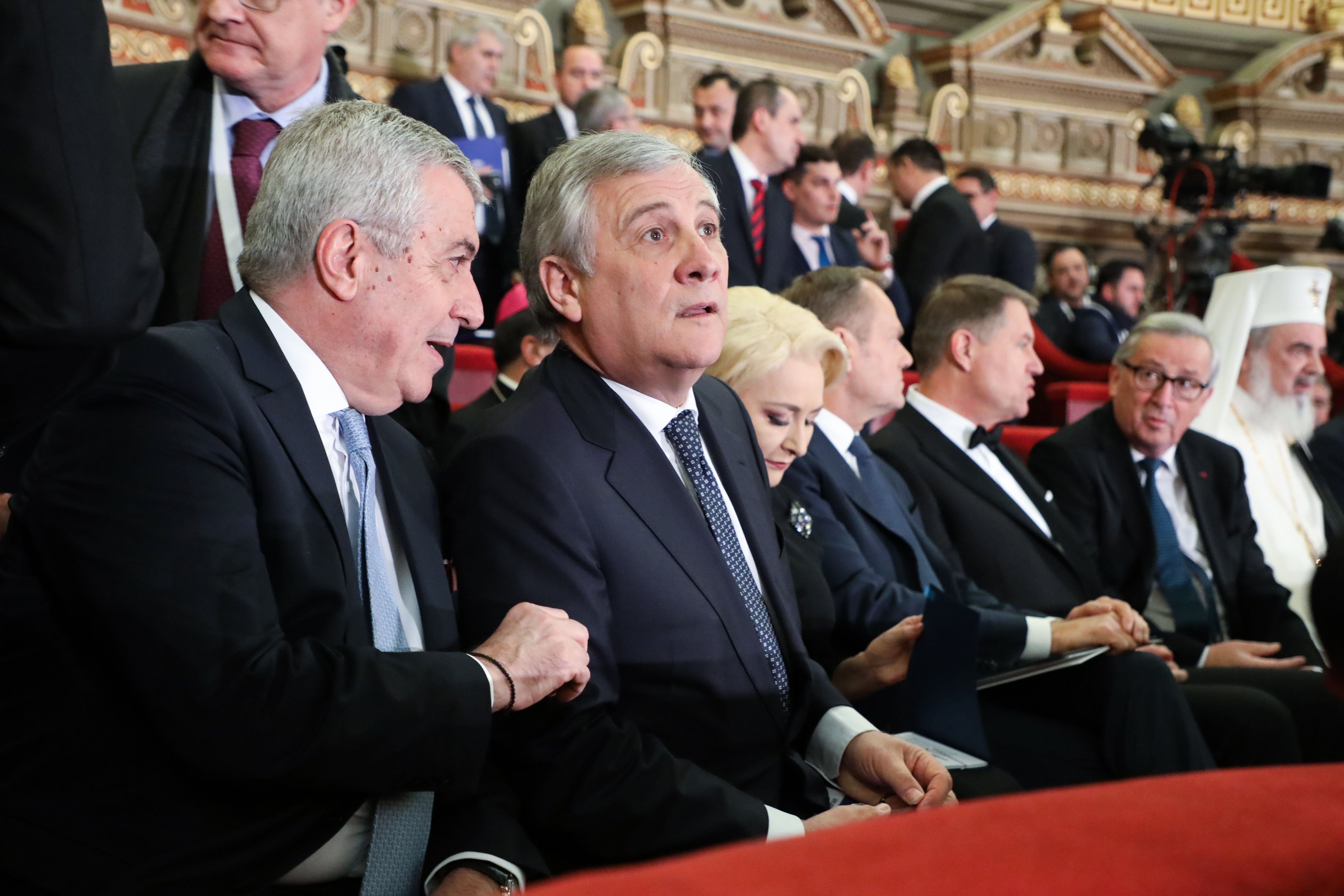
Il presidente del Senato della Romania Călin Popescu Tăriceanu, il presidente del Parlamento europeo Antonio Tajani il primo ministro Viorica Dăncilă, il presidente del Consiglio europeo Donald Tusk, il presidente Klaus Iohannis e il presidente della Commissione europea Jean-Claude Juncker durante l'inno rumeno alla cerimonia di apertura ufficiale della presidenza rumena del Consiglio dell'Unione europea il 10 gennaio 2019.

Alla fine del 2014 il PLR si avvicinò al Partito Conservatore di Daniel Constantin. Nel giugno 2015 i due partiti, che già avevano dei gruppi parlamentari comuni, celebrarono la fusione, che portò alla nascita dell'Alleanza dei Liberali e dei Democratici (ALDE). Chiusa l'esperienza del PLR, quindi, condivise la leadership del nuovo partito con Constantin.

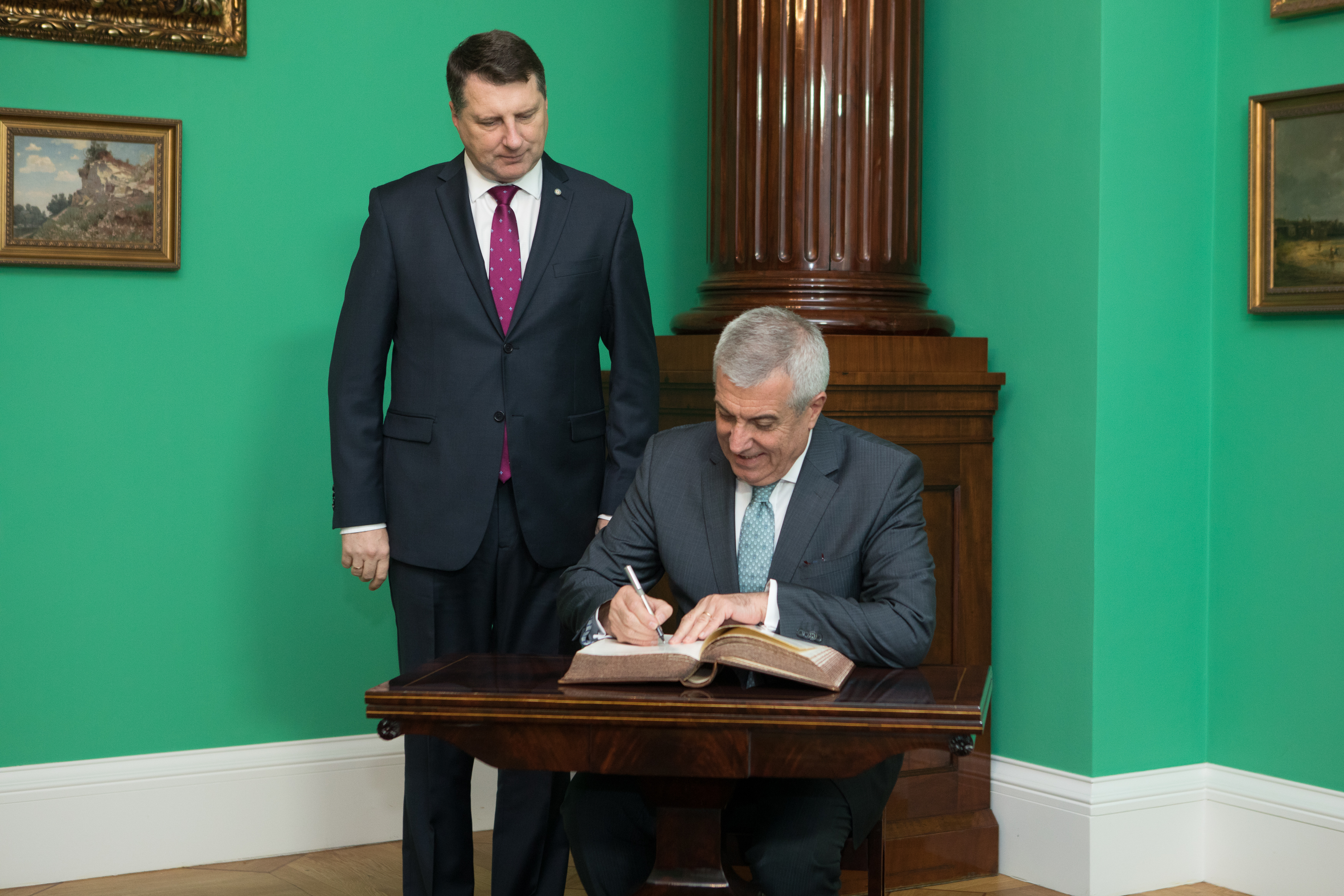
Călin Popescu Tăriceanu in qualità di presidente del Senato insieme al presidente della Lettonia Raimonds Vējonis il 24 ottobre 2017.

Gli eventi che nel novembre 2015 seguirono la tragedia della discoteca Colectiv di Bucarest portarono alle dimissioni del governo Ponta IV (che aveva tre ministri dell'ALDE) e alla formazione di un governo tecnico presieduto da Dacian Cioloș. Tra i pochi leader politici a non riconoscere la fiducia parlamentare a Cioloș, Tăriceanu criticò la scelta di Iohannis, affermando «La tecnocrazia uccide la democrazia. L'instaurazione di un governo presidenziale segna il passaggio a un regime politico che svuota di contenuto la democrazia rappresentativa, a un regime politico che oltrepassa i principi costituzionali, che mette in pericolo i diritti e le libertà dei cittadini, i valori democratici e lo stato di diritto e che, soprattutto, trasformerà il parlamento in una forma indefinita».
In occasione delle elezioni parlamentari del 2016 l'ALDE ottenne poco più del 5% e per la formazione del governo strinse un nuovo accordo con il PSD di Liviu Dragnea, successore di Ponta. Tăriceanu ottenne la rielezione al senato come rappresentante per la circoscrizione di Bucarest e il 21 dicembre 2016 fu confermato, grazie al sostegno della maggioranza, anche nella funzione di presidente del senato con 87 voti a favore e 40 contrari. Il risultato della coalizione PSD-ALDE fu la nascita di un governo presieduto dal socialdemocratico Sorin Grindeanu.
Sul finire di marzo 2017 l'ALDE indisse un congresso straordinario per la revisione del proprio statuto e l'elezione di un singolo presidente di partito. La decisione fu contestata dal co-presidente Daniel Constantin, che minacciò di appellarsi alla giustizia amministrativa contro Tăriceanu, che era il maggior promotore del congresso. Il conflitto sulla leadership ebbe il suo epilogo nella giornata del 26 marzo 2017, quando l'ufficio centrale dell'ALDE costrinse Constantin alle dimissioni da ministro. Tăriceanu fu nominato unico leader dell'ALDE al congresso del 21 aprile 2017, mentre Constantin si dimise dal partito.
Con il passare dei mesi molti osservatori rilevarono la comparsa di una reciproca diffidenza in seno al governo tra il premier Grindeanu e il presidente del PSD Dragnea. La giustificazione di tale tensioni fu in parte attribuita alla decisione di Grindeanu di ritirare un'ordinanza in tema di depenalizzazione del reato di abuso d'ufficio e corruzione, ignorando la volontà di Dragnea. Tăriceanu si schierò al fianco di Dragnea comunicando alla stampa di aspettarsi le dimissioni del premier e di essere alla ricerca del suo sostituto. Il governo Grindeanu si dimise il 21 giugno 2017, quando cadde su una mozione di sfiducia presentata dallo stesso PSD e votata anche dall'ALDE. Negli anni successivi, sul piano della giustizia Tăriceanu sostenne apertamente tutte le iniziative di governo, come quella della destituzione del procuratore capo della DNA Laura Codruța Kövesi, ritenendole misure necessarie per liberare il paese dalle influenze della magistratura.
Il partito di Tăriceanu supportò anche i due successivi governi PSD con a capo Mihai Tudose e Viorica Dăncilă. Nell'agosto 2019, però, lasciò la maggioranza per via di conflitti in tema di programmazione economica con la premier Dăncilă.
Il 2 settembre 2019 rinunciò anche alla presidenza del senato.

### Elezioni del 2019 e 2020
Il 24 luglio 2019 fu indicato dalla delegazione permanente dell'ALDE come candidato alle elezioni presidenziali, salvo ritirarsi dopo l'ufficializzazione dell'alleanza con PRO Romania di Victor Ponta, in agosto, che spinse entrambi i partiti a sostenere l'indipendente Mircea Diaconu. Al voto del 10 novembre questi ottenne il 9%, arrivando al quarto posto.
Nell'agosto 2020 annunciò la candidatura alla funzione di sindaco di Bucarest per le amministrative di settembre. Tăriceanu ottenne solo l'1,5% e accusò direttamente il sindaco uscente Gabriela Firea (PSD) di essersi opposta alla formazione di una coalizione di centro-sinistra a suo sostegno per la rielezione a primo cittadino, causando la sconfitta contro le forze di centro-destra.
A ridosso delle elezioni parlamentari del 2020, l'8 ottobre comunicò la fusione di ALDE e PRO Romania. I due partiti concorsero alle elezioni sotto l'unica sigla di PRO Romania, ma non riuscirono a superare la soglia di sbarramento, fermandosi al 4%. A causa del risultato il 26 gennaio 2021 la delegazione permanente dell'ALDE decretò l'interruzione del processo di fusione con PRO Romania e convocò un nuovo congresso. Nonostante la decisione del partito, dopo la sconfitta alle elezioni parlamentari Tăriceanu non rientrò nell'ALDE.

## Aspetti controversi

### Vicende giudiziarie
Il 7 luglio 2016, la Direzione nazionale anticorruzione lo rinviò a giudizio per falsa testimonianza e favoreggiamento. Secondo gli inquirenti, il 15 aprile 2016, avrebbe fornito dichiarazioni non veritiere sotto giuramento e avrebbe omesso di essere a conoscenza di alcuni fatti riguardanti l'inchiesta sul trasferimento illegale a Paul-Philippe Hohenzollern di alcuni appezzamenti della foresta di Snagov e dell'ex fattoria della casa reale rumena sita a Băneasa. Tăriceanu presentò contro la requisitoria vari ricorsi, che furono tutti respinti. Il processo iniziò il 14 marzo 2017. La procura chiese una condanna a tre anni di reclusione, mentre il 22 maggio 2018 la decisione di primo grado dell'Alta corte di cassazione e giustizia lo assolse. Il 22 aprile 2019 l'appello confermò la sentenza di assoluzione. 
Il 15 dicembre 2020 la procura generale lo rinviò a giudizio per concorso in usurpazione d'incarico pubblico e abuso d'ufficio. I procuratori lo accusavano di non aver agito, in qualità di presidente del senato, per la revoca del senatore Cristian Marciu, contro il quale pendeva una sentenza definitiva di incompatibilità con l'incarico di parlamentare. Ritenuto non colpevole già in primo grado, Tăriceanu fu scagionato definitivamente dal tribunale dell'Alta corte il 20 giugno 2022.
Nel gennaio 2021 fu informato dalla Direzione nazionale anticorruzione di essere indagato perché sospettato di aver ricevuto nel 2008 una tangente di 800.000 dollari, in un'inchiesta riguardante l'acquisto da parte dello Stato di licenze Microsoft tramite la Fujitsu Siemens Austria. In cambio l'allora primo ministro avrebbe emesso alcune ordinanze di governo per favorire l'azienda. La somma sarebbe stata corrisposta tramite una società intermediaria, che avrebbe finanziato dei servizi di consulenza per la campagna elettorale del 2008. Fu rinviato a giudizio nel marzo 2021. Il 10 ottobre 2024 la sentenza di primo grado dell'Alta corte di cassazione lo assolse dalle accuse. Fu assoluto in via definitiva il 2 giugno 2025.

### Affare Sterling
Attraverso una decisione di governo emessa da Tăriceanu (decisione n. 1446 del 12/11/2008), l'estrazione di petrolio e gas al largo dell'Isola dei Serpenti fu concessa ad una società, Midia Resources SRL, che nel 2007 aveva un capitale sociale di soli 200 lei. Il bilancio di questa azienda dimostrava che non aveva dipendenti e che il fatturato era stato di 0 lei. Midia Resources SRL, però, era controllata dalla corporation canadese Sterling Resources.
La concessione per l'estrazione era consentita da un addendum ad un precedente contratto di esplorazione affidato alla Sterling Resources. L'addendum per tale operazione era stato reso possibile solamente dalla modifica, tramite ordinanza d'urgenza (OUG 101/2007), delle leggi sulle miniere e sul petrolio. Le azioni del governo Tăriceanu sull'affare Sterling furono criticate in parlamento dal nuovo primo ministro Emil Boc nel 2009, che le definì un abuso ai danni delle finanze della Romania. Per queste affermazioni Tăriceanu citò il nuovo premier per calunnia.

### Scandalo "bigliettino rosa"
L'11 gennaio 2007 il segretario esecutivo del Partito Democratico, Elena Udrea, comunicò in diretta televisiva che nella primavera del 2005 Tăriceanu aveva trasmesso un messaggio, scritto su un bigliettino rosa, in cui chiedeva al presidente della Romania Traian Băsescu di intervenire presso la procura generale per influenzare l'inchiesta che vedeva indagato l'imprenditore Dinu Patriciu, collaboratore dell'allora primo ministro. Il contenuto del biglietto fu rivelato pochi giorni dopo dallo stesso Băsescu, che confermò le dichiarazioni. Tăriceanu respinse le accuse e il mese successivo presentò due nuove bigliettini che, al contrario, riguardavano un presunto tentativo del capo di Stato di favorire due compagnie private.
I rapporti tra Tăriceanu e Dinu Patriciu erano già stati contestati dalla stessa Udrea nell'ottobre 2005, quando questa aveva affermato che, il giorno dell'arresto di Patriciu, il premier aveva contattato il procuratore generale Ilie Botoș sollecitando informazioni sull'inchiesta. Tăriceanu confermò di aver avuto una conversazione con Botoș, ma negò ogni tentativo di influenzare la procura.
Nel gennaio 2006, inoltre, la stampa divulgò la notizia che nel corso del 2005 Tăriceanu, Patriciu e il ministro della giustizia Monica Macovei avevano avuto numerose riunioni in merito alla scelta dei giudici che sarebbero stati assegnati al processo su Rompetrol. Il primo ministro ammise un solo incontro tra i tre, ma declinò ogni insinuazione.

### Incidente stradale
La sera del 25 luglio 2006, mentre si trovava alla guida di una motocicletta Harley-Davidson sulla strada DN1 nei dintorni della località di Corbeanca, imboccò un senso vietato, causando un incidente stradale con un'autovettura. Tăriceanu subì la rottura del menisco e rimase temporaneamente senza patente di guida.

## Vita privata
Da ragazzo, nel 1971, è stato modello d'abbigliamento per la rivista Modern.
È stato sposato per cinque volte e ha avuto tre figli.
Conobbe la prima moglie Rodica all'università. La loro relazione durò quattro anni. La seconda, Livia, era figlia dell'ex ambasciatore della Romania in Israele, Valeriu Georgescu. Con la terza, Cornelia Trântescu, ebbe un figlio, Călin.
Nel 1996 incontrò la quarta moglie, Ioana Dinu, con cui convolò a nozze nel 2003 e con cui ebbe il suo secondogenito, Mihai. La coppia divorziò nel 2011. Si sposò per la quinta volta nel 2013 con Loredana Moise, che nel 2014 diede alla luce il suo terzo figlio.